# Nicklas Karlsson
Nicklas Karlsson, född 24 januari 1974 i Katrineholm, är en svensk tidigare racerförare. Han är sedan 2007 teamchef för STCC-teamet NIKA Racing, som tävlar under namnet Chevrolet Motorsport Sweden.

## Racingkarriär

### Formelbilskarriären (1997-1998)
Karlsson startade sin professionella racingkarriär år 1997, då han vann Formula 3 Nordic Championship överlägset före Ulf Johansson, med åtta segrar under säsongen. Under 1998 blev det inte mycket tävlande, i alla fall inte i de större klasserna, men han körde åtminstone två race i det tyska F3-mästerskapet.

### Bytet till standardvagnsracing och STCC (1999-2003)
Till säsongen 1999 bytte han till standardvagnsracing och Swedish Touring Car Championship. Han körde då i en Alfa Romeo 155 D2, men tog inga poäng. Han fortsatte i STCC i en Alfa Romeo även säsongen 2000, men då i en Alfa Romeo 156 Ts. Han plockade ett fåtal poäng, vilka räckte till en sextonde plats totalt i förarmästerskapet. Samma placering blev det även år 2001.
Säsongen 2002 revanscherade han sig rejält. Han hade nu bytt till en Vauxhall Vectra 16V för Picko Troberg Racing och efter nio pallplatser, varav två segrar, blev han trea totalt i mästerskapet, bakom italienaren Roberto Colciago och Jan "Flash" Nilsson.
Trots framgången säsongen 2002, bytte han tillbaka till en Alfa Romeo 156 GTA till 2003. Han tog, med den, en seger och ytterligare två pallplatser och slutade på nionde plats totalt.. Han körde även två race i European Touring Car Championship under året.

### Porsche Carrera Cup Scandinavia (2004-2005)
Under 2004 tävlade Karlsson i Swedish Touring Car Championships supportklass, Porsche Carrera Cup Scandinavia. Han körde riktigt bra och tog fem segrar under säsongen och slutade som trea totalt, bakom Robin Rudholm och Fredrik Ros. Han körde även ett race i Porsche Carrera Cup Germany.
Karlsson fortsatte i Porsche Carrera Cup Scandinavia 2005 och den här gången lyckades han, efter fyra segrar, ta andraplatsen i mästerskapet, slagen av Fredrik Ros med endast två poäng.

### Tillbaka i STCC (2006-2007)
Säsongen 2006 var Karlsson tillbaka i Swedish Touring Car Championship i en Opel Astra. Han slutade på trettonde plats totalt, med bara sex poäng. Det var det sista året som Karlsson körde en hel säsong, för under 2007 körde han endast två race i en Chevrolet Lacetti i STCC.
Han är nu teamchef för NIKA Racing, som tävlar i STCC under namnet Chevrolet Motorsport Sweden. Teamet var även det som han själv körde för under 2007.

### Karriärstatistik
| År   | Klass/Mästerskap                  | Team                            | Bil                 | Totalt/poäng | Bästa placering   |
| ---- | --------------------------------- | ------------------------------- | ------------------- | ------------ | ----------------- |
| 1997 | Formula 3 Nordic Championship     | ?                               | Dallara F394 (FIAT) | 1:a/247p     | Åtta segrar       |
| 1998 | Formula 3 Germany                 | Royal Automobile Club of Sweden | Dallara F395 (FIAT) | -/0p         | ?                 |
| 1999 | Swedish Touring Car Championship  | Euroracing                      | Alfa Romeo 155 D2   | -/0p         | ?                 |
| 2000 | Swedish Touring Car Championship  | Euro Racing NK Motorsport       | Alfa Romeo 156 Ts   | 16:e/9p      | ?                 |
| 2001 | Swedish Touring Car Championship  | NK Motorsport                   | Alfa Romeo 156      | 16:e/17p     | ?                 |
| 2002 | Swedish Touring Car Championship  | Picko Troberg Racing            | Vauxhall Vectra 16V | 3:a/148p     | Två segrar        |
| 2003 | Swedish Touring Car Championship  | Euroracing AB                   | Alfa Romeo 156 GTA  | 9:a/127p     | 1:a på ? (Race ?) |
| 2003 | European Touring Car Championship | Podium Racing                   | SEAT Toledo Cupra   | -/0p         | ?                 |
| 2004 | Porsche Carrera Cup Scandinavia   | Podium Porsche Motorsport       | Porsche 911 GT3RS   | 3:a/151p     | Fem segrar        |
| 2004 | Porsche Carrera Cup Germany       | Podium MS Porsche Sweden        | Porsche 911 GT3     | -/0p         | ?                 |
| 2005 | Porsche Carrera Cup Scandinavia   | Podium Porsche Motorsport       | Porsche 911 GT3RS   | 2:a/156p     | Fyra segrar       |
| 2006 | Swedish Touring Car Championship  | Opel Team Sweden                | Opel Astra          | 13:e/6p      | 6:a i Karlskoga   |
| 2007 | Swedish Touring Car Championship  | Chevrolet Motorsport Sweden     | Chevrolet Lacetti   | -/0p         | 13:e i Karlskoga  |